# Stromový dům

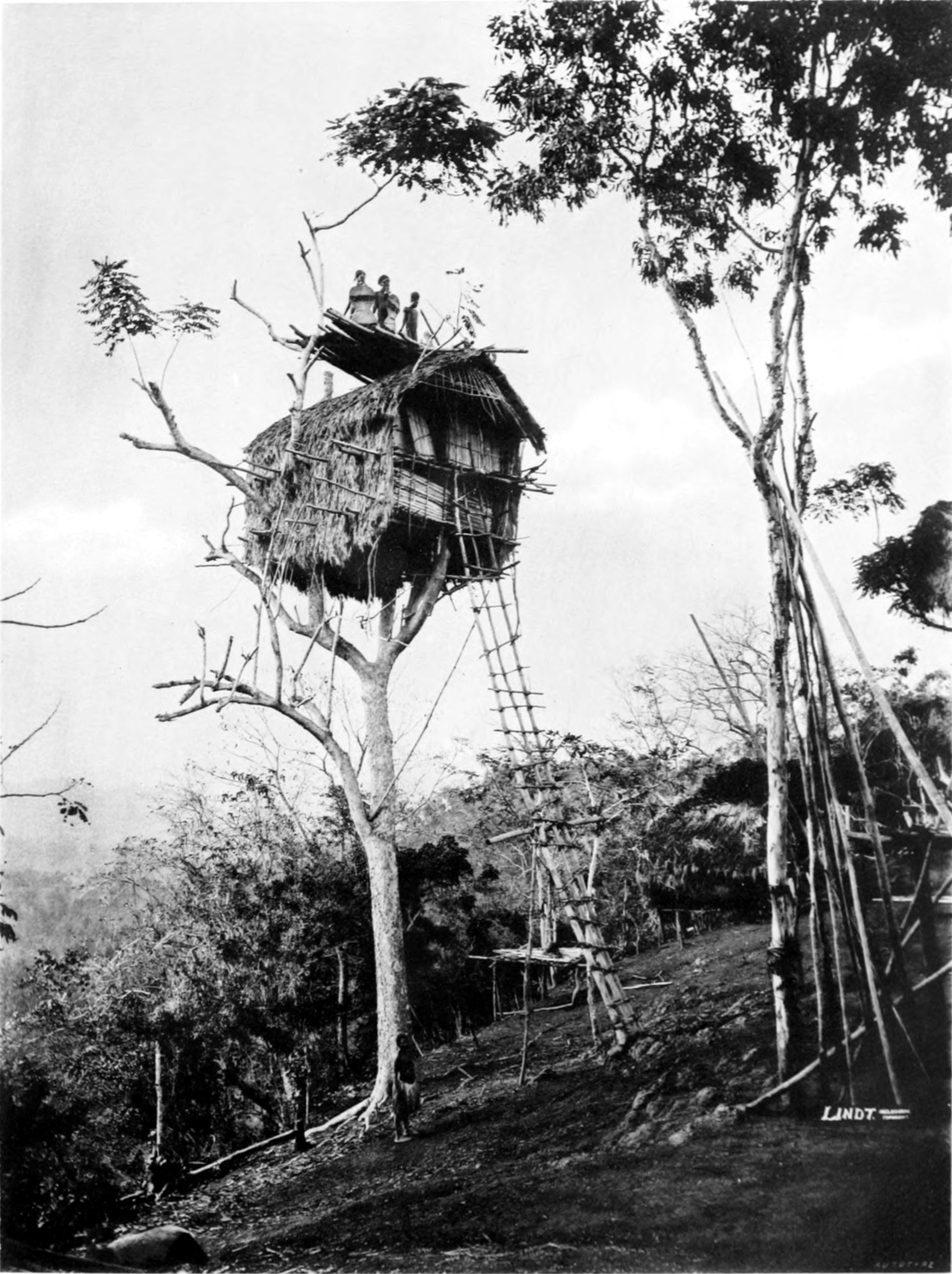
Dům na stromě, Papua Nová Guinea, 1885

Stromový dům neboli dům na stromě je označení pro stavbu, která nestojí přímo na zemském povrchu, ale je upevněna do vyšší části stromu, ať už přímo ke kmeni nebo do větví v jeho koruně.
Stavění příbytků na stromech se dochovalo v kultuře u některých domorodců v Jižní Americe, Africe, Asii a v Západní Nové Guineji (Korowajové). V těchto případech mívá převážně praktické důvody, kdy má chránit obyvatele i zásoby před pozemními nebezpečími.
V moderních společnostech je běžnější budovat stromové domy spíše z rekreačních nebo uměleckých důvodů. Poměrně je běžné je také budování malých stromových domků pro děti na hraní.
Stromové příbytky si také někdy budují environmentální aktivisté, kteří bydlením na stromě chtějí zabránit jeho pokácení. Například Julia Hillová takto strávila 738 dní na třech čtverečních metrech ve výšce 60 metrů na sekvoji vždyzelené.